# Calza di Natale

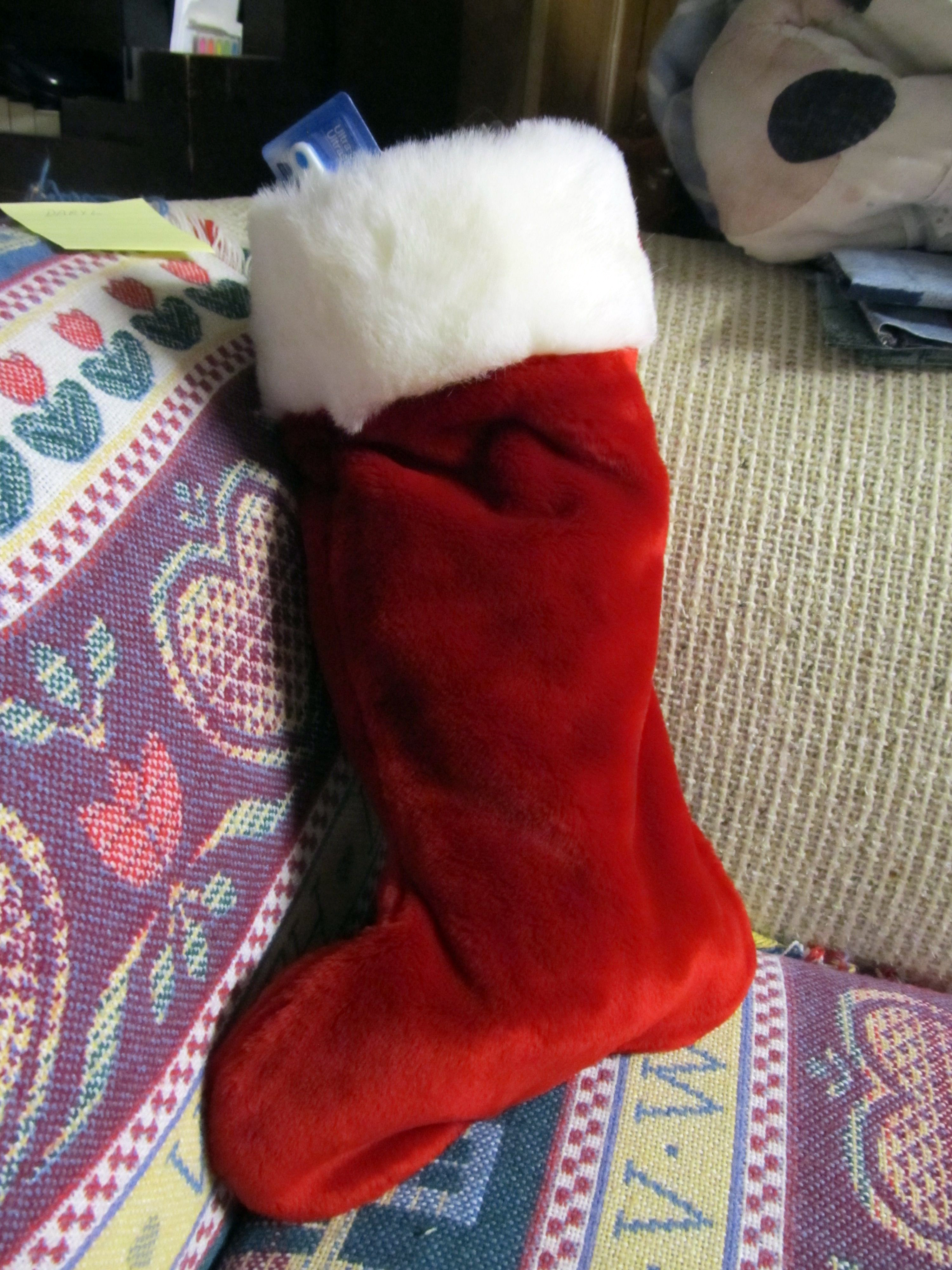
Una calza di Natale piena.

Una calza di Natale è un calzino vuoto o un sacchetto a forma di calza che viene appeso il giorno di san Nicola o la vigilia di Natale in modo che san Nicola o la relativa figura di Babbo Natale possa riempirlo di piccoli giocattoli, caramelle, frutta, monete o altri piccoli regali quando arriva. Questi piccoli oggetti sono spesso indicati come riempitivi per tali calze. Si pensa che la tradizione della calza di Natale abbia origine dalla vita di san Nicola. In alcune storie di Natale, il contenuto della calza di Natale è l'unico giocattolo che il bambino riceve a Natale da Babbo Natale; in altre storie (e nella tradizione), alcuni regali vengono anche avvolti in carta da regalo e posti sotto l'albero di Natale. La tradizione nella cultura occidentale minaccia che un bambino che si comporta male durante l'anno riceverà solo un pezzo o un mucchio di carbone. Alcune persone mettono persino la calza di Natale vicino alle colonne del letto in modo che Babbo Natale possa riempirla vicino al letto mentre dormono. Calze simili sono diffuse anche in occasione dell'Epifania, la cui distributrice è la Befana.

## Storia
L'origine della calza di Natale si pensa abbia origine nella vita di San Nicola. Sebbene non ci siano documenti scritti sull'origine della calza di Natale, ci sono leggende popolari che tentano di raccontare la storia di questa tradizione natalizia. Una di queste leggende ha diverse varianti, ma la seguente ne è un buon esempio: San Nicola si trovava presso una famiglia povera e venne a sapere che il padre stava progettando di vendere le sue tre figlie alla prostituzione per salvarle tutte dalla fame. San Nicola voleva aiutare, ma sapeva che il vecchio non avrebbe accettato la carità, così decise di procedere in segreto. Prima di lasciare la casa dopo il tramonto ha lanciato tre sacchetti d'oro attraverso una finestra aperta, e uno è atterrato in una calza. Quando le ragazze e il loro padre si svegliarono la mattina dopo, trovarono i sacchetti d'oro e, ovviamente, furono felicissimi. Le ragazze furono così salvate da un triste destino. Altre versioni della storia narrano che San Nicola gettò i tre sacchetti d'oro direttamente nelle calze che venivano appese ad asciugare accanto al camino. A volte la storia viene raccontata con palline d'oro invece di sacchetti d'oro. Ecco perché tre palline d'oro, a volte rappresentate come arance, sono uno dei simboli di San Nicola. Ciò ha portato all'usanza dei bambini di appendere le calze o di tirare fuori le scarpe, in trepidante attesa dei regali di San Nicola.

Calze sulla mensola di un camino.

Inizialmente i bambini usavano semplicemente uno dei loro calzini, ma sono state poi create speciali calze di Natale per questo scopo. Queste calze sono tradizionalmente utilizzate il giorno di San Nicola anche se all'inizio del XIX secolo venivano utilizzate anche la vigilia di Natale.
Una credenza infondata è che l'usanza della calza di Natale derivasse dalla figura scandinava Odino. Secondo Phyllis Siefker, i bambini mettevano i loro stivali, pieni di carote, paglia o zucchero, vicino al camino per far mangiare il cavallo volante di Odino, Sleipnir. Odino avrebbe ricompensato quei bambini per la loro gentilezza sostituendo il cibo di Sleipnir con regali o caramelle. Questa pratica esiste ancora in Germania, Belgio e nei Paesi Bassi, e dall'adozione del cristianesimo è associata a San Nicola. Questa affermazione è dubbia in quanto non ci sono prove di tale pratica prima della cristianizzazione di questi paesi. San Nicola ha avuto una precedente fusione con il culto della nonna a Bari, dove la nonna metteva doni in calze; lo stesso processo si sarebbe poi ripetuto più a nord, dove avrebbe sostituito i riferimenti a Odino.
Oggi i negozi offrono una grande varietà di calze di Natale per stili e dimensioni. Inoltre, molte famiglie creano le proprie calze di Natale con il nome di ogni membro della famiglia applicato alla calza in modo che Babbo Natale sappia quale calza appartiene a quale membro della famiglia.